# Cyclopteryx
Cyclopteryx là một chi bướm đêm thuộc họ Erebidae.